# 十字分道車站
十字分道車站位於台灣嘉義縣阿里山鄉，為林保署阿里山林業鐵路眠月線、祝山線之鐵路車站。

## 車站構造
鐵皮、木造站房各一

## 利用狀況
- 本站現時為眠月線和祝山線的號誌站，亦供鐵路員工上下車。

- 往眠月方向雖然不通，但是可以停放一列客車。

## 歷史
- 1914年：由本站位置作為起點的塔山裏線（計畫全長0.86km）部分完工。
- 1915年：經過本站位置的塔山線（現眠月線）通車，本站作為分歧站正式設站。
- 塔山裏線計畫廢止時間不明，成為未成線。
- 1986年：利用眠月線部分路段建設的祝山線通車，本站向沼平方向移動0.2km（當時里程2.9km）。
- 1999年9月21日：921大地震發生，眠月線停駛至今。
- 2001年12月23日：祝山線列車因為轉轍器問題在本站出軌，8人受傷。